# 国際連合安全保障理事会決議の一覧 (1801-1900)
| 決議 | 日付           | 投票        | 備考                                                                                          | 文書リンク                                            |
| --- | -------------- | ----------- | --------------------------------------------------------------------------------------------- | ----------------------------------------------------- |
| 2008年安全保障理事会理事国 · 中国 フランス ロシア イギリス アメリカ合衆国 · ブルキナファソ ベルギー コスタリカ クロアチア インドネシア イタリア リビア パナマ 南アフリカ共和国 ベトナム |                |             |                                                                                               |                                                       |
| 1801 | 2008年2月20日  | 全会一致    | ソマリア（ソマリア内戦）の情勢に関して。アフリカ連合ソマリアミッションの期間延長を承認。      | 原文 日本語訳 ウィキソース(英語)                      |
| 1802 | 2008年2月25日  | 全会一致    | 東ティモールの情勢に関して。国際連合東ティモール統合ミッションの任期を2009年2月26日まで延長。 | 原文 日本語訳 ウィキソース(英語)                      |
| 1803 | 2008年3月3日   | 採択 14-0-1 | イランの核開発に関して。核開発を非難し、イランの金融活動の監視を要請。                        | 原文 日本語訳 ウィキソース(英語)                      |
| 1804 | 2008年3月13日  | 全会一致    | コンゴ民主共和国の情勢に関して                                                                | 原文 日本語訳 ウィキソース(英語)                      |
| 1805 | 2008年3月20日  | 全会一致    | 国際テロの平和に対する脅威に関して                                                            | 原文 日本語訳 ウィキソース(英語)                      |
| 1806 | 2008年3月20日  | 全会一致    | アフガニスタンの情勢に関して                                                                  | 原文 日本語訳 ウィキソース(英語)                      |
| 1807 | 2008年3月31日  | 全会一致    | コンゴ民主共和国の情勢に関して                                                                | 原文 日本語訳 ウィキソース(英語)                      |
| 1808 | 2008年4月15日  | 全会一致    | グルジアの情勢に関して                                                                        | 原文 日本語訳 ウィキソース(英語)                      |
| 1809 | 2008年4月16日  | 全会一致    | アフリカの平和と安全に関して                                                                  | 原文 日本語訳 ウィキソース(英語)                      |
| 1810 | 2008年4月25日  | 全会一致    | 大量破壊兵器の拡散に関して                                                                    | 原文 日本語訳 ウィキソース(英語)                      |
| 1811 | 2008年4月29日  | 全会一致    | ソマリアの情勢に関して                                                                        | 原文 日本語訳 ウィキソース(英語)                      |
| 1812 | 2008年4月30日  | 全会一致    | スーダンの情勢に関して。国際連合スーダン派遣団の活動期限延長。                                | 原文 日本語訳 ウィキソース(英語)                      |
| 1813 | 2008年4月30日  | 全会一致    | 西サハラの情勢に関して。国際連合西サハラ住民投票監視団の任期を2009年4月30日まで延長。         | 原文 日本語訳 ウィキソース(英語)                      |
| 1814 | 2008年5月15日  | 全会一致    | ソマリアの情勢に関して                                                                        | 原文 日本語訳 ウィキソース(英語)                      |
| 1815 | 2008年6月2日   | 全会一致    | 中東の情勢に関して                                                                            | 原文 日本語訳 ウィキソース(英語)                      |
| 1816 | 2008年6月2日   | 全会一致    | ソマリアの情勢に関して                                                                        | 原文 日本語訳 ウィキソース(英語)                      |
| 1817 | 2008年6月11日  | 全会一致    | アフガニスタンの情勢に関して                                                                  | 原文 日本語訳 ウィキソース(英語)                      |
| 1818 | 2008年6月13日  | 全会一致    | キプロスの情勢に関して                                                                        | 原文 日本語訳 ウィキソース(英語)                      |
| 1819 | 2008年6月18日  | 全会一致    | リベリアの情勢に関して                                                                        | 原文 日本語訳 ウィキソース(英語)                      |
| 1820 | 2008年6月19日  | 全会一致    | 武力紛争における女性の保護に関して                                                            | 原文 日本語訳 ウィキソース(英語)                      |
| 1821 | 2008年6月27日  | 全会一致    | 中東の情勢に関して                                                                            | 原文 日本語訳 ウィキソース(英語)                      |
| 1822 | 2008年6月30日  | 全会一致    | 国際テロ組織に関して                                                                          | 原文 日本語訳 ウィキソース(英語)                      |
| 1823 | 2008年7月10日  | 全会一致    | ルワンダの情勢に関して                                                                        | 原文 日本語訳 ウィキソース(英語)                      |
| 1824 | 2008年7月18日  | 全会一致    | ルワンダ国際戦犯法廷に関して                                                                  | 原文 日本語訳 ウィキソース(英語)                      |
| 1825 | 2008年7月23日  | 全会一致    | ネパールの情勢に関して                                                                        | 原文 日本語訳 ウィキソース(英語)                      |
| 1826 | 2008年7月29日  | 全会一致    | コートジボワールの情勢に関して                                                                | 原文 日本語訳 ウィキソース(英語)                      |
| 1827 | 2008年7月30日  | 全会一致    | エリトリアとエチオピアの関係について                                                          | 原文 日本語訳 ウィキソース(英語)                      |
| 1828 | 2008年7月31日  | 全会一致    | スーダンの情勢に関して                                                                        | 原文 日本語訳 ウィキソース(英語)                      |
| 1829 | 2008年8月4日   | 全会一致    | シエラレオネの情勢に関して                                                                    | 原文 日本語訳 ウィキソース(英語)                      |
| 1830 | 2008年8月7日   | 全会一致    | イラクの情勢に関して                                                                          | 原文 日本語訳 ウィキソース(英語)                      |
| 1831 | 2008年8月19日  | 全会一致    | ソマリアの情勢に関して                                                                        | 原文 日本語訳 ウィキソース(英語)                      |
| 1832 | 2008年8月27日  | 全会一致    | 中東の情勢に関して                                                                            | 原文 日本語訳 ウィキソース(英語)                      |
| 1833 | 2008年9月22日  | 全会一致    | アフガニスタンの情勢に関して                                                                  | 原文 日本語訳 ウィキソース(英語)                      |
| 1834 | 2008年9月24日  | 全会一致    | チャド・中央アフリカの情勢に関して                                                            | 原文 日本語訳 ウィキソース(英語)                      |
| 1835 | 2008年9月27日  | 全会一致    | イランの核開発に関して                                                                        | 原文 日本語訳 ウィキソース(英語)                      |
| 1836 | 2008年9月29日  | 全会一致    | リベリアの情勢に関して                                                                        | 原文 日本語訳 ウィキソース(英語)                      |
| 1837 | 2008年9月29日  | 全会一致    | 旧ユーゴスラビア国際戦犯法廷に関して                                                          | 原文 日本語訳 ウィキソース(英語)                      |
| 1838 | 2008年10月7日  | 全会一致    | ソマリアの情勢に関して                                                                        | 原文 日本語訳 ウィキソース(英語)                      |
| 1839 | 2008年10月9日  | 全会一致    | グルジアの情勢に関して                                                                        | 原文 日本語訳 ウィキソース(英語)                      |
| 1840 | 2008年10月14日 | 全会一致    | ハイチの情勢に関して                                                                          | 原文 日本語訳 ウィキソース(英語)                      |
| 1841 | 2008年10月15日 | 全会一致    | スーダンの情勢に関して                                                                        | 原文 日本語訳 ウィキソース(英語)                      |
| 1842 | 2008年10月29日 | 全会一致    | コートジボワールの情勢に関して                                                                | 原文 日本語訳 ウィキソース(英語)                      |
| 1843 | 2008年11月20日 | 全会一致    | コンゴ民主共和国の情勢に関して                                                                | 原文 日本語訳 ウィキソース(英語)                      |
| 1844 | 2008年11月20日 | 全会一致    | ソマリアの情勢に関して                                                                        | 原文 日本語訳 ウィキソース(英語)                      |
| 1845 | 2008年11月20日 | 全会一致    | ボスニア・ヘルツェゴビナの情勢に関して                                                        | 原文 日本語訳 ウィキソース(英語)                      |
| 1846 | 2008年12月2日  | 全会一致    | ソマリアの情勢に関して                                                                        | 原文 日本語訳 ウィキソース(英語)                      |
| 1847 | 2008年12月12日 | 全会一致    | キプロスの情勢に関して                                                                        | 原文 日本語訳 ウィキソース(英語)                      |
| 1848 | 2008年12月12日 | 全会一致    | 中東の情勢に関して                                                                            | 原文 日本語訳 ウィキソース(英語)                      |
| 1849 | 2008年12月12日 | 全会一致    | 旧ユーゴスラビア国際戦犯法廷に関して                                                          | 原文 日本語訳 ウィキソース(英語)                      |
| 1850 | 2008年12月16日 | 採択 14-0-1 | 中東の情勢に関して                                                                            | 原文 日本語訳 ウィキソース(英語)                      |
| 1851 | 2008年12月16日 | 全会一致    | ソマリアの情勢に関して                                                                        | 原文 日本語訳 ウィキソース(英語)                      |
| 1852 | 2008年12月16日 | 全会一致    | 中東の情勢に関して                                                                            | 原文 日本語訳 ウィキソース(英語)                      |
| 1853 | 2008年12月19日 | 全会一致    | ソマリアの情勢に関して                                                                        | 原文 日本語訳 ウィキソース(英語)                      |
| 1854 | 2008年12月19日 | 全会一致    | リベリアの情勢に関して                                                                        | 原文 日本語訳 ウィキソース(英語)                      |
| 1855 | 2008年12月19日 | 全会一致    | ルワンダ国際戦犯法廷に関して                                                                  | 原文 日本語訳 ウィキソース(英語)                      |
| 1856 | 2008年12月22日 | 全会一致    | コンゴ民主共和国の情勢に関して                                                                | 原文 日本語訳 ウィキソース(英語)                      |
| 1857 | 2008年12月22日 | 全会一致    | コンゴ民主共和国の情勢に関して                                                                | 原文 日本語訳 ウィキソース(英語)                      |
| 1858 | 2008年12月22日 | 全会一致    | ブルンジの情勢に関して                                                                        | 原文 日本語訳 ウィキソース(英語)                      |
| 1859 | 2008年12月22日 | 全会一致    | イラクの情勢に関して                                                                          | 原文 日本語訳 ウィキソース(英語)                      |
| 2009年安全保障理事会理事国 · 中国 フランス ロシア イギリス アメリカ合衆国 · オーストリア ブルキナファソ コスタリカ クロアチア 日本 リビア メキシコ トルコ ウガンダ ベトナム             |                |             |                                                                                               |                                                       |
| 1860 | 2009年1月9日   | 採択 14-0-1 | 中東の情勢に関して                                                                            | 原文 日本語訳 ウィキソース(英語)                      |
| 1861 | 2009年1月14日  | 全会一致    | チャド・中央アフリカの情勢に関して                                                            | 原文 日本語訳 ウィキソース(英語)                      |
| 1862 | 2009年1月14日  | 全会一致    | ジブチ・エリトリアの関係について                                                              | 原文 日本語訳 ウィキソース(英語)                      |
| 1863 | 2009年1月16日  | 全会一致    | ソマリアの情勢に関して                                                                        | 原文 日本語訳 ウィキソース(英語)                      |
| 1864 | 2009年1月23日  | 全会一致    | 国際連合ネパール支援団の活動期限延長                                                          | 原文 日本語訳 ウィキソース(英語)                      |
| 1865 | 2009年1月27日  | 全会一致    | コートジボワールの情勢に関して                                                                | 原文 日本語訳 ウィキソース(英語)                      |
| 1866 | 2009年2月13日  | 全会一致    | 国際連合グルジア監視団の活動期限延長                                                          | 原文 日本語訳 ウィキソース(英語)                      |
| 1867 | 2009年2月26日  | 全会一致    | 国際連合東ティモール統合ミッションの活動期限延長                                              | 原文 日本語訳 ウィキソース(英語)                      |
| 1868 | 2009年3月23日  | 全会一致    | アフガニスタンの情勢に関して                                                                  | 原文 日本語訳 ウィキソース(英語)                      |
| 1869 | 2009年3月25日  | 全会一致    | ヴァレンティン・インツコのボスニア・ヘルツェゴビナ上級代表指名を歓迎し、就任を承認            | 原文 日本語訳 ウィキソース(英語)                      |
| 1870 | 2009年4月30日  | 全会一致    | 国際連合スーダン派遣団の活動期限延長                                                          | 原文 日本語訳 ウィキソース(英語)                      |
| 1871 | 2009年4月30日  | 全会一致    | 国際連合西サハラ住民投票監視団の活動期限延長                                                  | 原文 日本語訳 ウィキソース(英語)                      |
| 1872 | 2009年5月26日  | 全会一致    | ソマリアの情勢に関して                                                                        | 原文 日本語訳 ウィキソース(英語)                      |
| 1873 | 2009年5月29日  | 採択 14-1-0 | 国際連合キプロス平和維持軍の活動期限延長                                                      | 原文 日本語訳 ウィキソース(英語)                      |
| 1874 | 2009年6月12日  | 全会一致    | 北朝鮮の核実験に関連して北朝鮮に対する経済制裁決議                                            | 原文 日本語訳 ウィキソース(英語) ウィキソース日本語訳 |
| 1875 | 2009年6月23日  | 全会一致    | 国際連合兵力引き離し監視軍に関連して                                                          | 原文 日本語訳 ウィキソース(英語)                      |
| 1876 | 2009年6月26日  | 全会一致    | 国際連合ギニア・ビサウ平和構築支援事務所の活動期限延長                                        | 原文 日本語訳 ウィキソース(英語)                      |
| 1877 | 2009年7月7日   | 全会一致    | 旧ユーゴスラビア国際戦犯法廷の活動期限延長                                                    | 原文 日本語訳 ウィキソース(英語)                      |
| 1878 | 2009年7月7日   | 全会一致    | ルワンダ国際戦犯法廷の活動期限延長                                                            | 原文 日本語訳 ウィキソース(英語)                      |
| 1879 | 2009年7月23日  | 全会一致    | 国際連合ネパール支援団に関して                                                                | 原文 日本語訳 ウィキソース(英語)                      |
| 1880 | 2009年7月30日  | 全会一致    | 国際連合コートジボワール活動に関して                                                          | 原文 日本語訳 ウィキソース(英語)                      |
| 1881 | 2009年7月30日  | 全会一致    | 国際連合アフリカ連合ダルフール派遣団に関して                                                  | 原文 日本語訳 ウィキソース(英語)                      |
| 1882 | 2009年8月4日   | 全会一致    | 少年兵に関して                                                                                | 原文 日本語訳 ウィキソース(英語)                      |
| 1883 | 2009年8月7日   | 全会一致    | 国際連合イラク支援ミッションに関して                                                          | 原文 日本語訳 ウィキソース(英語)                      |
| 1884 | 2009年8月27日  | 全会一致    | 国際連合レバノン暫定駐留軍に関して                                                            | 原文 日本語訳 ウィキソース(英語)                      |
| 1885 | 2009年9月15日  | 全会一致    | 国際連合リベリア・ミッションの活動期限延長                                                    | 原文 日本語訳 ウィキソース(英語)                      |
| 1886 | 2009年9月15日  | 全会一致    | 国際連合シエラレオネ統合事務所に関して                                                        | 原文 日本語訳 ウィキソース(英語)                      |
| 1887 | 2009年9月24日  | 全会一致    | 核兵器拡散に関して                                                                            | 原文 日本語訳 ウィキソース(英語)                      |
| 1888 | 2009年9月30日  | 全会一致    | 紛争における女性の保護に関して                                                                | 原文 日本語訳 ウィキソース(英語)                      |
| 1889 | 2009年10月5日  | 全会一致    | 女性の保護に関して                                                                            | 原文 日本語訳 ウィキソース(英語)                      |
| 1890 | 2009年10月8日  | 全会一致    | アフガニスタンにおけるテロ行為の非難                                                          | 原文 日本語訳 ウィキソース(英語)                      |
| 1891 | 2009年10月13日 | 全会一致    | スーダンにおける経済制裁について                                                              | 原文 日本語訳 ウィキソース(英語)                      |
| 1892 | 2009年10月13日 | 全会一致    | 国際連合ハイチ安定化ミッションに関して                                                        | 原文 日本語訳 ウィキソース(英語)                      |
| 1893 | 2009年10月29日 | 全会一致    | コートジボワールの情勢に関して                                                                | 原文 日本語訳 ウィキソース(英語)                      |
| 1894 | 2009年11月11日 | 全会一致    | 紛争時の人権保護に関して                                                                      | 原文 日本語訳 ウィキソース(英語)                      |
| 1895 | 2009年11月18日 | 全会一致    | ボスニア・ヘルツェゴヴィナ情勢に関して                                                        | 原文 日本語訳 ウィキソース(英語)                      |
| 1896 | 2009年11月30日 | 全会一致    | コンゴ民主共和国情勢に関して                                                                  | 原文 日本語訳 ウィキソース(英語) ウィキソース日本語訳 |
| 1897 | 2009年11月30日 | 全会一致    | ソマリア沖の海賊に関して                                                                      | 原文 日本語訳 ウィキソース(英語)                      |
| 1898 | 2009年12月14日 | 採択 14-1-0 | 国際連合キプロス平和維持軍の活動期限延長                                                      | 原文 日本語訳 ウィキソース(英語)                      |
| 1899 | 2009年12月16日 | 全会一致    | 国際連合兵力引き離し監視軍(UNDOF)の活動期限延長                                               | 原文 日本語訳 ウィキソース(英語)                      |
| 1900 | 2009年12月16日 | 全会一致    | 旧ユーゴスラビア国際戦犯法廷に関して                                                          | 原文 日本語訳 ウィキソース(英語)                      |